# Якщо любиш — кохай
Якщо любиш — кохай — пісня на слова Михайла Ткача, музику Левка Дутківського. Перші виконавці Іво Бобул і Олександр Сєров, солісти гурту «Жива вода». Пісня написана у 1981-1982 роках, увійшла до мініальбому 1984 року «Пісні Л. Дутковського виконують Іван Бобул і група "Жива вода"». У 1980-ті була в репертуарі ВІА «Черемош» (солістки Лідія і Ауріка Ротару), ВІА «Світязь». У 1990-ті – 2000-ні набула популярності у виконанні хору «Території А», Віктора Павлика і Анжеліки  Рудницької. З піснею «Якщо любиш, кохай» Левко Дутківський став переможцем фестивалю «Шлягери ХХ століття» за народне визнання пісні.

## Історія написання
У 1982 році керівник  ВІА «Смерічка» Левко Дутківський остаточно залишив гурт і обійняв посаду режисера Чернівецької філармонії, співпрацюючи з молодими артистами, зокрема з ВІА «Жива вода» (керівник Юрій Шаріфов) з молодим солістом Іво Бобулом. Левко Дутківський побачив перспективність ансамблю і вирішив осучаснити його стиль і репертуар. Музиканти ансамблю замінити застарілі на той час електрогітари на сучасні синтезатори. На місце солістки Лілії Сандулесу, яка залишила ансамбль, був запрошений Іво Бобул.  

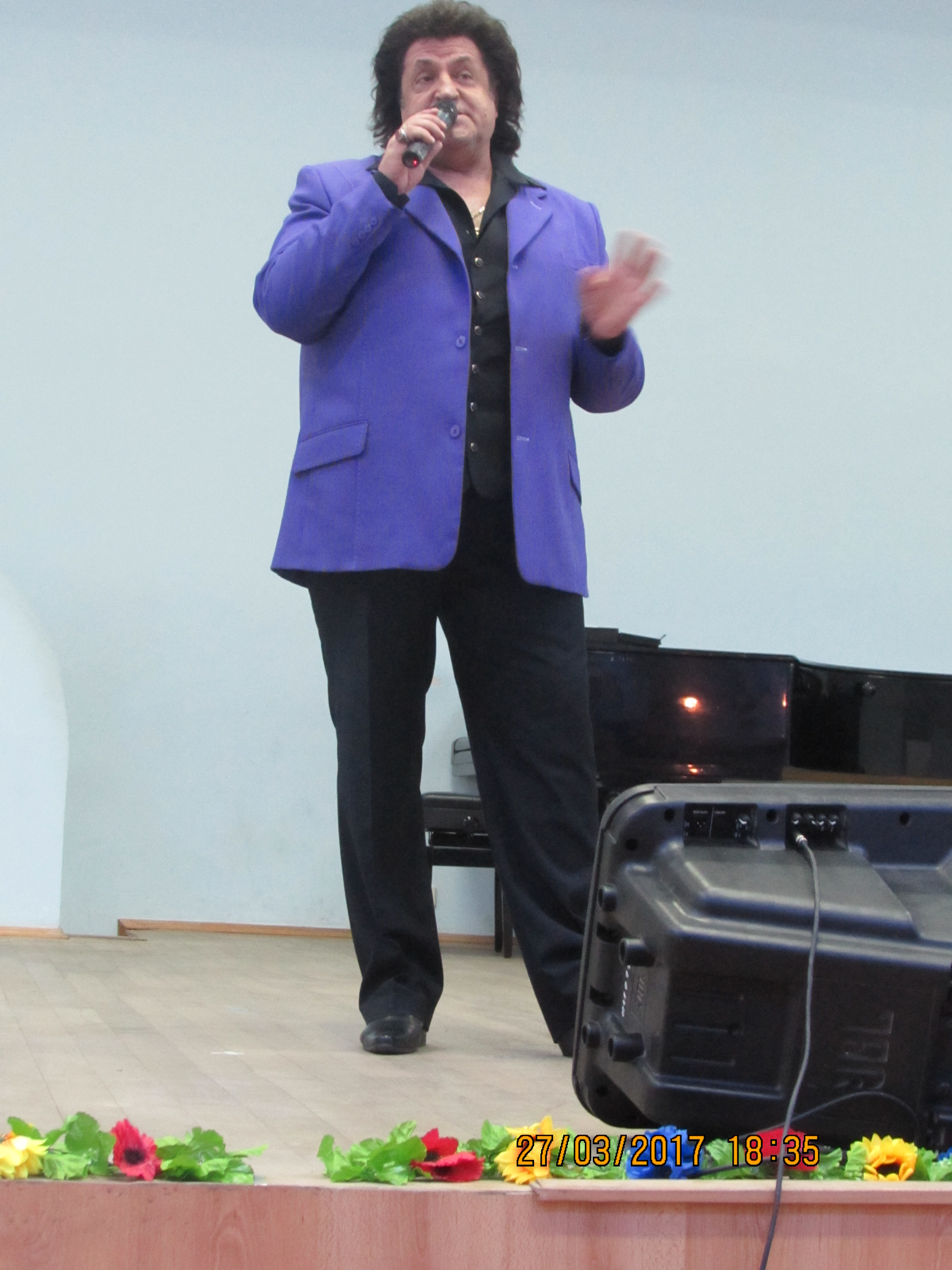
Іво Бобул, 2017 рік

Для нового соліста Левко Дутківський написав чотири пісні, дві з них на слова Михайла Ткача, автора текстів популярних у 1960-ті роки пісень «Марічка», «Ясени», «Сніг на зеленому листі». Знайомство поета і композитора відбулося після концерту ВІА «Смерічка» в Палаці «Україна»:
|                                               | У 1981 році Михайло підійшов до мене у палаці “Україна” і запропонував написати щось разом. До того ми були знайомі тільки заочно. Через рік я дав Ткачу дві готові мелодії. Писати “на рибу”, тобто готові слова, важко, бо музичний розмір вже задано. Але у нас вийшли дві чудові пісні – “Зоряна ніч” та “Якщо любиш – кохай”. Я писав їх спеціально для Іво Бобула. |
| — Левко Дутківський, Високий замок 01.12.2007 | |

За спогадами Левка Дутківського робота над піснею «Якщо любиш — кохай» відбувалась у його чернівецькій квартирі: 
|                                                                               | Перший варіант рукопису я зберігаю досі. Він мені не сподобався, і я про це сказав Ткачеві відверто. Він чомусь образився і пішов. Але невдовзі одумався повернувся, щоб написати той пісенний вірш, який став піснею «Якщо любиш, кохай». |
| — Левко Дутківський, Михайло Маслій. Улюблені пісні ХХ сторіччя. 2019 - 399 с | |

## Текст пісні

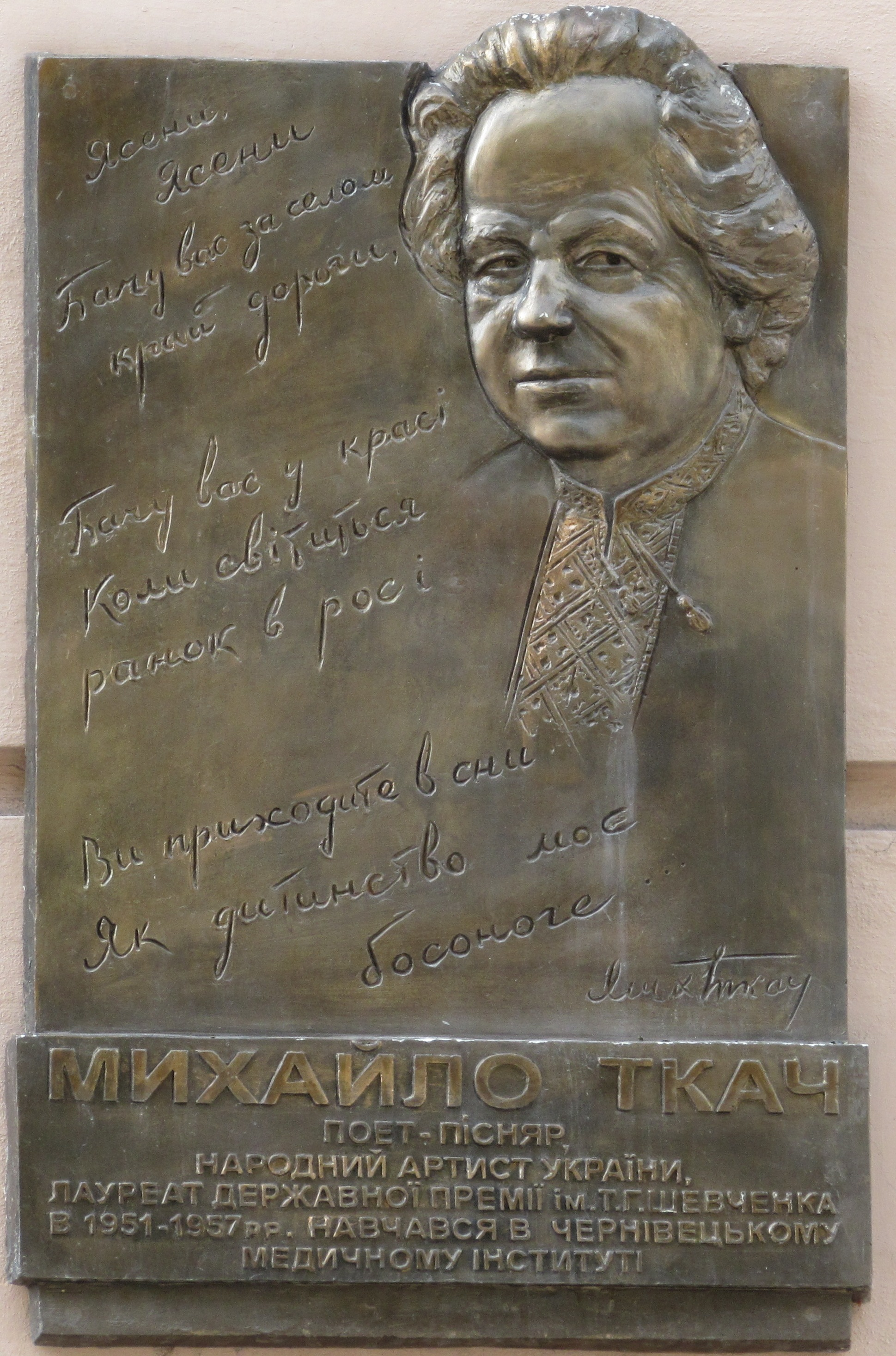
Пам'ятна дошка Михайлові Ткачу

Оглядачі відзначають, що тексти пісень Михайла Ткача сприйнятливі і цікаві навіть без музичної мелодії. Пісні на його слова відзначаються вмінням «уловити новизну буденності, філософським осмисленням вічних цінностей, створенням неповторних образів з тонких зорових і серцево-відчуттєвих асоціацій». У вірші  фраза «Якщо любиш — кохай» повторюється кілька разів і наголошує на головній думці твору. Автор використовує образи природи, щоб передати ідею кохання, нагадуючи про його швидкоплинність. Метафори весни, води, дощу закликають цінувати ці моменти життя. Ця поезія не тільки про кохання але й «про нестримний вітальний потяг до світу та його краси навколо». Увесь твір пронизаний закликом до дії та гармонії з природою, що підсилює відчуття єдності людини з навколишнім світом . Перші рядки вірша вводять нас у картину весняного пробудження природи: «розлились по горах води, зашуміли буйні броди». Цей образ символізує силу і непереборність, яка властива як весні, так і коханню. Протиставлення весни й осені нагадує про недовговічність молодості і закликає діяти, поки є можливість: «дві весни на рік не буде...».  Образ зозулі є важливим, оскільки вона символізує весну і любов. Її «кування» з іншого боку броду нагадує лірочному герою про необхідність діяти без зволікань.

## Запис пісні

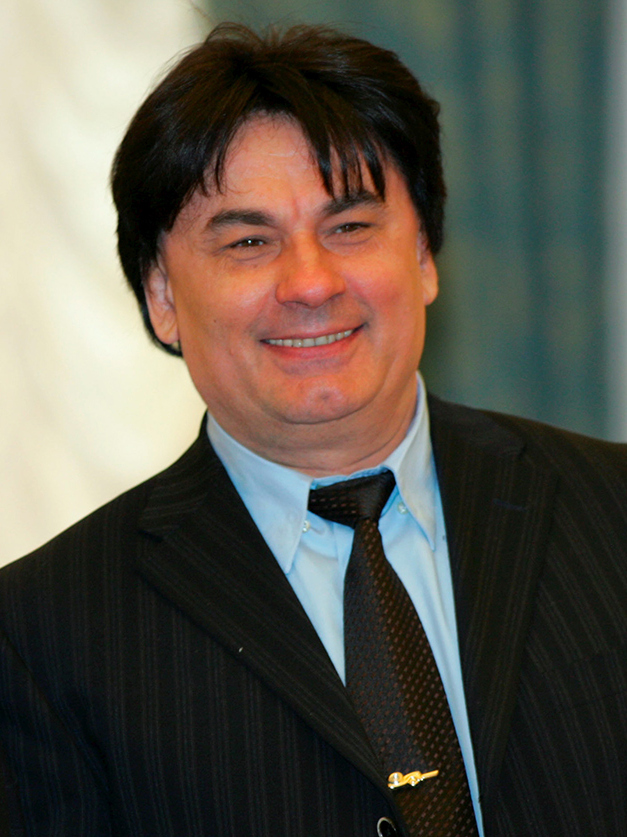
Олександр Сєров

Телевізійна прем'єра пісні відбулась 1983 року в московській програмі «Утренняя почта» у виконанні артиста Чернівецької філармонії Олександра Сєрова у супроводі ВІА «Жива вода». Це сталось всупереч бажанню композитора бачити виконавцем пісні Іво Бобула. Олександр Сєров, який тільки починав музичну кар'єру, сказав редакторам, що Левко Дутковський просив, щоб ця пісня прозвучала у програмі. Засновник «Смерічки» мав тоді всесоюзну відомість тому це прохання було легко виконано. Після гучного скандалу, який влаштував композитор, Олександр Сєров продовжив співпрацю з ВІА «Черемош» Чернівецької філармонії, а Іво Бобул з ВІА «Жива вода» записав на студії «Мелодія» мініальбом «Пісні Л. Дутковського виконують Іван Бобул і група "Жива вода"» із титульним хітом «Якщо любиш — кохай».
«Якщо любиш — кохай» — новаторська для української естради пісня з музичної точки зору. Для запису альбому музиканти використали новітні синтезатори, платівка була витримана в естетиці популярного у 1980-ті музичного напряму «нова хвиля» та синті-попу.  Музикознавець Валентина Кузик відзначила, що в цьому альбомі «органічно сплелися гуцульські наспіви і сучасна ритміка: в сучасну естрадну пісню композитор привніс народні фольклорні мотиви, підкреслюючи їх невичерпну життєву силу».

## Учасники запису
- Олександр Єкімов (Блюм) – електро- та акустична гітара, бек-вокал

- Юрій Шаріфов – бас-гітара, клавішні, бек-вокал

- Ігор Бахарєв – клавішні

- Сергій Применко – ударні інструменти, бек-вокал

- Іван Бобул – вокал

Запис 1983 року.

## Інші виконання
Записи цієї пісні у виконанні Іво Бобула і групи «Жива вода» увійшли в кілька збірок, виданих фірмою «Мелодія». У 1984 році вийшов журнал «Кругозор N10» з піснями «Якщо любиш – кохай», «Краю мій, край» на гнучких платівках-вкладках та збірка «Если в небе солнце светит». У 1987  – «Лине пісня з України», у 1990 – «Буковинський сувенір» з піснями «Краю мій, край» та «Якщо любиш – кохай». 
1985 року в Канаді на студії Yevshan вийшов альбом Лесі Волянської – Lesya із заголовною піснею «Якщо любиш – кохай». 
У середині 1980-1990-ті пісню виконували багато українських колективів, зокрема ВІА «Черемош» (Чернівці, солістки Лідія і Ауріка Ротару), ВІА «Світязь» (Луцьк, соліст Олександр Гаркавий), ВІА «Беркут» (Івано-Франківськ, соліст Ярослав Крайник), ВІА «Червона Рута» (Ялта, солістка), ВІА «Віватон» (Тернопіль, солісти Іво Бобул і Віктор Павлик). Згодом пісня входила у репертуар співаків Іво Бобула, Ярослава Крайника, Ауріки Ротару, Анжеліки Рудницької. Особливо вдалим композитор вважає виконання цієї пісні Віктором Павликом. У 2000-ні відео на пісню «Якщо любиш – кохай» записав Хор «Території А», учасники запису Ані Лорак, Віктор Павлик, Оксана Хожай, Олександр (Барон) Чукаленко, Анжеліка Рудницька, Діма Клімашенко.

## Відгуки та визнання
Пісня «Якщо любиш — кохай» стала переможцем фестивалю «Шлягери XX століття» 2000 року в номінації "Народне визнання". Пісня увійшла до добірки «Улюблені українські пісні нашої Незалежності» радіо Максимум та «Топ-100 пісень української естради» музикознавця Філа Пухарєва. 
Пісню «Якщо любиш – кохай» Іво Бобул вважає найбільш знаковою у своїй творчості. Після її появи на телебачення співака почали впізнавати на вулиці, просити автограф. Однак через творчі розбіжності подальша співпраця Левка Дутківського з Іво Бобулом не слалась, і він залишив Чернівці, перейшовши 1984 року в тернопільський гурт "Віватон". За словами Бобула Дутківський не давав йому співати пісні, які підходять до його голосу. Також Іво Бобул був незадоволений дизайном платівки: "Хоча ми разом записали платівку, але на ній не моє обличчя, а Дутківського".
За словами Левка Дутківського за слова цієї пісні авторам часто дорікали: «Мовляв, любити і кохати, це масло масляне». На ці закиди Дутківський відповідав, що любити можна маму, сестру, Батьківщину, a кохати жінку.  

## Аудіозаписи
Пісня увійшла в такі музичні альбоми: 
- «Пісні Л. Дутковського виконують Іван Бобул і група "Жива вода"». Мелодия –  Vinyl, 7", 33 ⅓ RPM, Stereo. 1984[7]
- Леся Волянська – Lesya. Yevshan – Vinyl, LP, 1985[10].
- Ярослав Крайник – Для Двох. CD, Студія 6 Секунд. 2002[17]
- Іво Бобул – Небеса Очей Твоїх. CD, Студія 6 Секунд. 2003[18]
- Віктор Павлік – Білі Черемхи. CD, Студія 6 Секунд. 2005[19]

Збірки:
- Кругозор №10/1984 – Flexi-disc, 7", 33 ⅓ RPM, Mono[20]
- Лине Пісня З України Мелодия – Vinyl, LP, 1987[21]
- Буковинський сувенір. Мелодия – 2 x Vinyl, LP, 1990[22].